# Reader's Digest

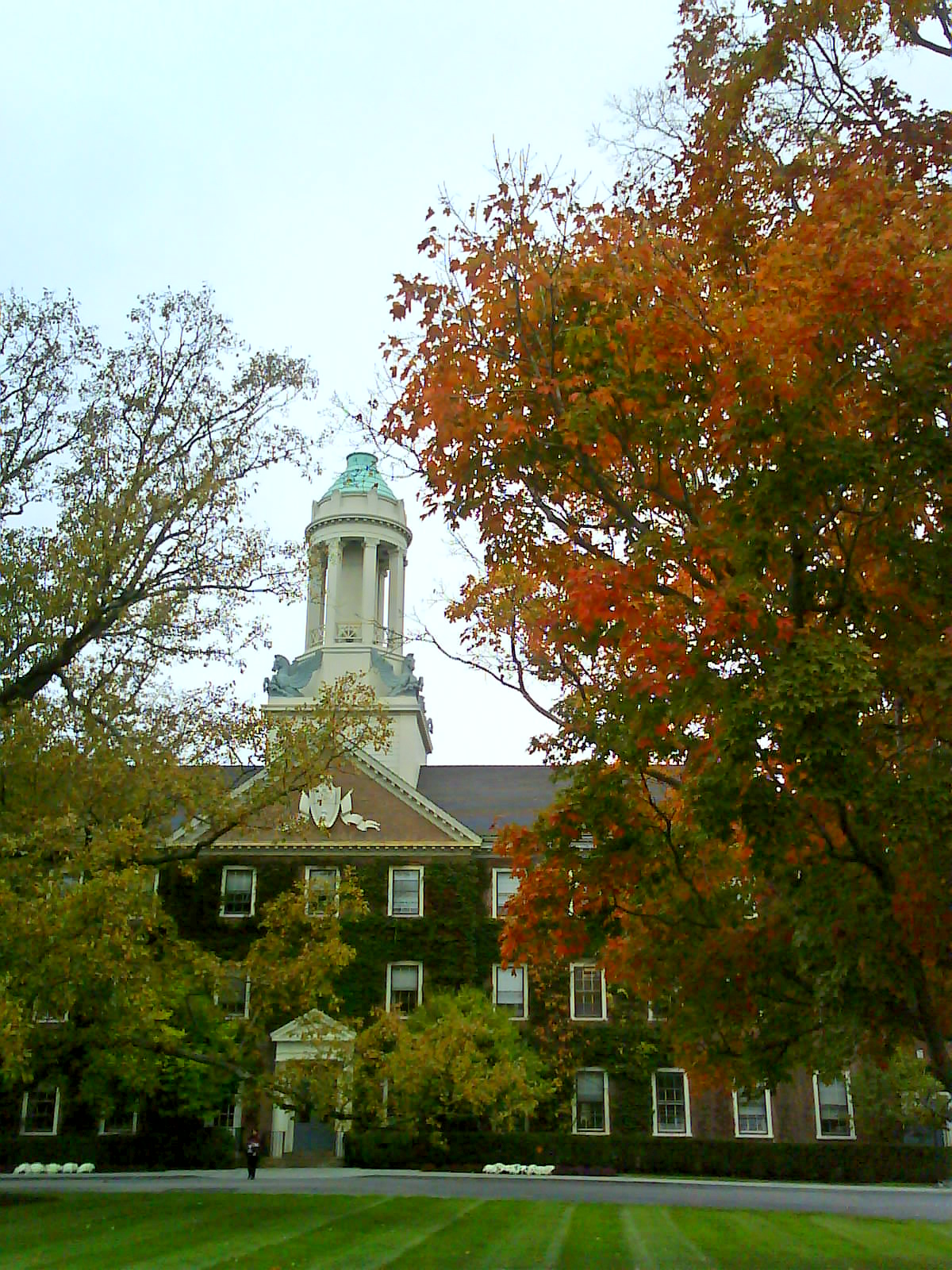
Het voormalig hoofdkwartier van Reader's Digest in Chappaqua (New York)

Reader's Digest, in Nederland en België ook uitgebracht onder de naam Het Beste, is een van oorsprong Amerikaans tijdschrift dat in 49 edities in 21 verschillende talen over de hele wereld wordt uitgebracht. Reader's Digest staat in de top 10 van tijdschriften met de grootste oplage ter wereld. Het maandblad heeft een totale oplage van circa 10,5 miljoen exemplaren in meer dan zeventig landen. Reader's Digest bundelt een selectie van artikelen en rubrieken uit andere tijdschriften. De artikelen gaan over een brede waaier aan onderwerpen. Het tijdschrift wordt uitgebracht in relatief klein formaat (13,3 × 18,4 cm).
Naast de 49 edities van Reader's Digest worden ook braille-, digitale en audioversies van het tijdschrift uitgebracht. Ook is er een versie in groot lettertype voor slechtzienden.
Reader's Digest wordt uitgegeven door The Reader's Digest Association, gevestigd in Chappaqua (New York), dat 75 verschillende tijdschriften uitbrengt, waaronder de 49 edities van Reader's Digest. Tevens brengt het bedrijf boeken en andere mediaproducten uit.

## Geschiedenis
De eerste Reader's Digest werd in februari 1922 uitgegeven in de VS door het echtpaar DeWitt and Lila Wallace. Een Franstalige Belgische versie van Reader's Digest begon in 1947, gevolgd door een Nederlandse editie in oktober 1957 en een Vlaamse editie in 1968. De Belgische en Nederlandse edities fuseerden in 1996 tot Reader's Digest Benelux met kantoren in zowel Amsterdam als Brussel.

## Oplagecijfers

### Nederlandse editie
De Nederlandse editie, die sinds het midden van de jaren tachtig meer dan 82 procent van haar lezers verloor, heeft volgens HOI, Instituut voor Media Auditing een betaalde oplage van 76.834 exemplaren (2012).
Totaal betaalde gerichte oplage van de Nederlandse editie volgens HOI, Instituut voor Media Auditing.
- 1985: 429.557
- 1990: 395.482
- 1995: 383.706
- 2000: 253.796
- 2010: 99.701
- 2011: 95.437
- 2012: 76.834

### Belgische edities
De Vlaamse editie van het tijdschrift heeft een maandelijkse oplage van ongeveer 38.070 exemplaren en naar schatting 194.100 lezers. De Franstalige Belgische editie van het tijdschrift heeft een oplage van 34.418 exemplaren per maand en naar schatting 199.100 lezers.

## Prijzenfestijnen
In de jaren tachtig en negentig was Reader's Digest in Nederland bekend van de reclamepost die velen ongevraagd ontvingen, veelal ondertekend door 'Henny Bakker-Daniëls, manager prijzenfestijnen'. Hierin werden onder meer auto's, geldbedragen en andere prijzen in het verschiet gesteld. In feite was hier sprake van een sweepstake, een met opzet verwarrende promotionele actie waarbij men hoopte nieuwe abonnementen af te sluiten.